# Clube Centenário Pauferrense
Il Clube Centenário Pauferrense, noto anche semplicemente come Centenário Pauferrense, è una società calcistica brasiliana con sede nella città di Pau dos Ferros, nello Stato del Rio Grande do Norte.

## Storia
Il club è stato fondato il 31 ottobre 1956. Ha vinto il Campeonato Potiguar Segunda Divisão nel 2009.

## Palmarès

### Competizioni statali
- Campeonato Potiguar Segunda Divisão: 1

2009